# Bebensee
Bebensee település Németországban, Schleswig-Holstein tartományban. Lakosainak száma 613 fő (2023. december 31.). Bebensee Traventhal és Schwissel községekkel határos.

## Népesség
A település népességének változása:
| Lakosok száma | 510  | 634  | 618  | 639  | 655  | 647  | 613  |
|               | 1975 | 2014 | 2017 | 2019 | 2021 | 2022 | 2023 |